# Гамлет (фильм-балет, 1969)
«Га́млет» — телебалет на  музыку Дмитрия Шостаковича, поставленный  на творческом объединении «Экран» (СССР) в 1969 году кинорежиссёром Сергеем Евлахишвили и режиссёром-балетмейстером Виктором Камковым. Хореографическая фантазия на темы одноимённой трагедии Уильяма Шекспира.

## О фильме
Этот телевизионный балет  является хореографической фантазией на темы одноимённой трагедии Уильяма Шекспира. Поставлен в традициях советской хореодрамы. Хореография построена на синтезе классических балетных движений и пантомимы.

## В ролях
- Марис Лиепа — Гамлет
- Маргарита Алфимова — Гертруда
- Сергей Радченко — Клавдий
- Ирина Холина — Офелия
- Андрей Кондратов — Лаэрт
- Василий Смольцов — Полоний
- Екатерина Аксенова, Ирина Возианова — Мысли
- Григорий Гуревич — Призрак
- Наталья Егельская, Георгий Гоц, Евгений Низовой — Актёры
- Артисты Большого театра — придворные, шуты

## Съёмочная группа
- Композитор: Дмитрий Шостакович
- Хореограф: Виктор Камков
- Кинорежиссёр: Сергей Евлахишвили
- Сценарист: Наталья Камкова
- Автор музыкальной композиции: Николай Мартынов

## Технические данные
- Обычный формат
- Цветное изображение
- Продолжительность: ~ 40 мин.
- Производство: Творческое объединение «Экран»